# Siarhiej Siamaszka
Siarhiej Alaksandrawicz Siamaszka (biał. Сяргей Аляксандравіч Сямашка, ros. Сергей Александрович Семашко, Siergiej Aleksandrowicz Siemaszko; ur. 12 października 1960 w Koćkach) – białoruski inżynier kolejnictwa i polityk, w latach 2001–2012 deputowany do Izby Reprezentantów Zgromadzenia Narodowego Republiki Białorusi II, III i IV kadencji.

## Życiorys
Urodził się 12 października 1960 roku we wsi Koćki, w rejonie zdzięcielskim obwodu grodzieńskiego Białoruskiej SRR, ZSRR. Ukończył Leningradzki Instytut Inżynierów Transportu Kolejowego, uzyskując wykształcenie inżyniera linii kolejowych – budowniczego, a także Akademię Zarządzania przy Prezydencie Republiki Białorusi, uzyskując wykształcenie inżyniera systemów informacyjnych. Pracę rozpoczął jako mistrz kolejowy w Szawlach. Następnie pracował jako główny inżynier w Szawlach, naczelnik Kolejowej Stacji Maszynowej Nr 94 Kolei Nadbałtyckiej, główny inżynier Kolejowej Stacji Maszynowej Nr 118 Kolei Białoruskiej, zastępca kierownika ds. kadr na Białoruskiej Kolei w Witebsku.
12 kwietnia 2001 roku, w wyniku wyborów uzupełniających, został deputowanym do Izby Reprezentantów Zgromadzenia Narodowego Republiki Białorusi II kadencji z Witebskiego-Kolejowego Okręgu Wyborczego Nr 18. Pełnił w niej funkcję członka Stałej Komisji ds. Budżetu, Finansów i Polityki Podatkowej. Należał do grupy deputackiej „Przyjaciele Bułgarii”. 16 listopada 2004 roku został deputowanym do Izby Reprezentantów III kadencji z tego samego okręgu. Pełnił w niej funkcję członka Stałej Komisji ds. Przemysłu, Sektora Paliwowo-Energetycznego, Transportu, Łączności i Przedsiębiorczości. 27 października 2008 roku został deputowanym do Izby Reprezentantów IV kadencji z Witebskiego-Kolejowego Okręgu Wyborczego Nr 19. Pełnił w niej funkcję przewodniczącego tej samej komisji. Od 13 listopada 2008 roku był członkiem Narodowej Grupy Republiki Białorusi w Unii Międzyparlamentarnej. Jego kadencja w Izbie Reprezentantów zakończyła się 18 października 2012 roku.

## Odznaczenia
- Medal „Za Zasługi w Pracy”;
- Medal Jubileuszowy „90 Lat Sił Zbrojnych Republiki Białorusi”;
- Gramota Pochwalna Zgromadzenia Narodowego Republiki Białorusi[1].

## Życie prywatne
Siarhiej Siamaszka jest żonaty, ma syna i córkę.